# Šaip Jusuf
Šaip Jusuf (kyrillisch Шаип Јусуф; * um 1933; † 29. Januar 2010) war ein jugoslawischer Autor, Übersetzer und Verbandsfunktionär.

## Leben
Er gehörte der Volksgruppe der Roma an und studierte an der Universität Belgrad, um dann Sportlehrer zu werden. Er lebte in Skopje. Vom Islam konvertierte er zum Hinduismus, den er als die Religion seiner Vorfahren ansah. Er gehörte zu den Organisatoren der ersten Weltkonferenz der Roma, die 1971 in London stattfand, und war ein führendes Mitglied des jugoslawischen Landesverbandes der International Romani Union.
Er verfasste ein Lehrbuch des südosteuropäischen Romani sowie, gemeinsam mit Krume Kepeski, eine Grammatik dieser Sprache, deren Manuskript 1973 fertiggestellt wurde, die jedoch erst 1980 in einer Auflage von 3000 Exemplaren im Verlag Naša Kniga in Skopje erschien.

## Werke
- (mit Krume Kepeski): Romani gramatika / Romska gramatika (Grammatik des Romani; zweisprachig Romani und Mazedonisch), 1980

### Übersetzung
- Amen sam e Titoeske, O Tito si amaro, 1979 (serbokroatische Originalausgabe: Drago Zdunić u. a.: Mi smo Titovi, Tito je nas, 1978)